# Truccazzano
Truccazzano település Olaszországban, Lombardia régióban, Milánó megyében. Lakosainak száma 5808 fő (2023. január 1.). Truccazzano Cassano d’Adda, Liscate, Melzo, Pozzuolo Martesana, Rivolta d’Adda és Comazzo községekkel határos.

## Népesség
A település lakossága az elmúlt években az alábbi módon változott:
| Lakosok száma | 6029 | 5934 | 5913 | 5808 |
|               | 2013 | 2017 | 2018 | 2023 |